# Li Huifen
Li Huifen (chinesisch 李惠芬, Pinyin Lǐ Huìfēn, * 14. Oktober 1963 in Shijiazhuang) ist eine chinesische Tischtennisspielerin, die in den 1980er Jahren bei Weltmeisterschaften mehrere Titel errang. Sie gewann Silber im Dameneinzel bei den Olympischen Sommerspielen 1988.

## Internationale Erfolge
Li Huifen wurde für die Weltmeisterschaften 1987 und 1989 nominiert. Beide Male holte sie den Titel mit der chinesischen Mannschaft. 1987 erreichte sie zudem mit Dai Lili das Endspiel im Damendoppel, das gegen die Südkoreanerinnen Hyun Jung-hwa/Yang Young-ja verloren ging. Bei den Olympischen Sommerspielen 1988 in Seoul gewann sie im Einzel die Silbermedaille hinter Chen Jing.
Zwölf Jahre lang – bis 2013 – arbeitete Li Huifen als Trainerin in Hongkong.

## Turnierergebnisse
| Verband | Veranstaltung           | Jahr | Ort       | Land | Einzel        | Doppel        | Mixed         | Team |
| ------- | ----------------------- | ---- | --------- | ---- | ------------- | ------------- | ------------- | ---- |
| CHN     | Asienmeisterschaft ATTU | 1988 | Niigata   | JPN  | Halbfinale    | Halbfinale    | Halbfinale    |      |
| CHN     | Asienmeisterschaft ATTU | 1986 | Shenzhen  | CHN  | Viertelfinale | Halbfinale    | Viertelfinale | 1    |
| CHN     | Asian Cup               | 1988 | Manila    | PHI  | 2             |               |               |      |
| CHN     | Asian Cup               | 1987 | Seoul     | KOR  | 2             |               |               |      |
| CHN     | Olympische Spiele       | 1988 | Seoul     | KOR  | Silber        | keine Teiln.  |               |      |
| CHN     | Weltmeisterschaft       | 1989 | Dortmund  | FRG  | letzte 64     | Viertelfinale | Viertelfinale | 1    |
| CHN     | Weltmeisterschaft       | 1987 | New Delhi | IND  | Viertelfinale | Silber        | letzte 32     | 1    |